# Ancy-sur-Moselle
Ancy-sur-Moselle (Duits: Ancy an der Mosel) is een plaats en voormalige gemeente in het Franse departement Moselle in de regio Grand Est.

## Geschiedenis
Ancy-sur-Moselle maakte deel uit van het arrondissement Metz-Campagne totdat dit op 1 januari 2015 fuseerde met het arrondissement Metz-Ville tot het huidige arrondissement Metz. De gemeente maakte deel uit van het kanton Ars-sur-Moselle totdat dit op 22 maart 2015 werd opgeheven en in zijn geheel werd opgenomen in het op die dag gevormde kanton Coteaux de Moselle. Op 1 januari 2016 werd de gemeente zelf opgeheven gefuseerd met de aangrenzende gemeente Dornot tot de huidige commune nouvelle Ancy-Dornot.

## Geografie
De oppervlakte van Ancy-sur-Moselle bedraagt 9,1 km², de bevolkingsdichtheid is 160,0 inwoners per km².
De onderstaande kaart toont de ligging van Ancy-sur-Moselle met de belangrijkste infrastructuur en aangrenzende gemeenten.

## Demografie
Onderstaande figuur toont het verloop van het inwonertal (bron: INSEE-tellingen).